# Koszmosz–434
A Koszmosz–434 (oroszul: Космос–434) a szovjet LK holdkomp harmadik személyzet nélküli, Föld körüli tesztrepülése.

## Küldetés
A Luna-program keretében végrehajtott kutatótevékenységnél (holdkőzet Földre juttatása) több alkalommal sikeresen végrehajtották a Holdra szállást, visszaindulást a Földre. A Koszmosz–398-as program ismételt tesztrepülése. A megépített Holdra szálló egység ember nélküli próbarepülése, űrkörülmények között ellenőrizték műszaki megbízhatóságát.

## Jellemzői
1971. augusztus 12-én a Bajkonuri űrrepülőtér indítóállomásról egy Szojuz-L (8K71) hordozórakétával juttatták alacsony Föld körüli pályára. Az orbitális egység pályája 88.9 perces, 51.6 fokos hajlásszögű, elliptikus pálya-perigeuma 197 kilométer, apogeuma 285 kilométer volt. Hasznos tömege 7000 kilogramm. Pályamagasság módosítással elliptikus pálya-perigeuma 187 kilométer, apogeuma 11 804 kilométer között manőverezett. A sorozat felépítését, szerkezetét, alapvető fedélzeti rendszereit tekintve egységesített, szabványosított tudományos-kutató űreszköz. Áramforrása kémiai akkumulátor, valamint napelemek kombinációja.
Az LK holdkomp program során négy űregységet készítettek. A Holdra szállás technikai feltételei, a tervezés, a gyártás időbeli elhúzódása, az űrverseny szempontjából elveszítette célját. A T2K modul Föld körüli műszaki próbája során, a vezérlő és meghajtórendszer, az összeköttetés megbízhatóságát ellenőrizték. Az automatikus Holdra ereszkedés (imitáció), a felszállás illetve a csatlakozó manőverek gyakorlása tervszerűen megvalósult. A program végrehajtására 3.5 napot terveztek. A felemelkedési kísérletnél a rakétamotor 1,5 km/s gyorsítással az apogeumot 11 804 kilométerre módosította.
1971. augusztus 22-én földi parancsra belépett a légkörbe és megsemmisült.

## Külső hivatkozások
- Koszmosz–434. nasa.gov. (Hozzáférés: 2013. április 7.)
- Koszmosz–434. lib.cas.cz. [2013. október 13-i dátummal az eredetiből archiválva]. (Hozzáférés: 2013. április 7.)

| Elődje: Koszmosz–433 | Koszmosz műhold 1971 | Utódja: Koszmosz–435 |